# Kirchlengern
Kirchlengern est une commune de Rhénanie-du-Nord-Westphalie (Allemagne), située dans l'arrondissement de Herford, dans le district de Detmold, dans le Landschaftsverband de Westphalie-Lippe.

## Histoire
| Appartenances historiques Saint-Empire (Ville libre) 1147-1652 Comté de Ravensberg 1652-1807 Royaume de Westphalie 1807-1813 Royaume de Prusse (Province de Westphalie) 1815-1918 République de Weimar 1918-1933 Reich allemand 1933-1945 Allemagne occupée 1945-1949 Allemagne de l'Ouest 1949-1990 Allemagne 1990-présent |

## Personnalités liées à la ville
- Friedrich Neuhaus (1797-1876), architecte né à Behme.